# Tychy Falcons
I Tychy Falcons sono una squadra di football americano di Tychy, in Polonia. Fondati nel 2008, giocano in PFL1, il massimo campionato polacco. Hanno vinto un titolo di secondo livello e uno di terzo livello.

## Dettaglio stagioni

### Tornei nazionali

#### Topliga/LFA1/PFL1
| Stagione | regular season | regular season | regular season | regular season | regular season | regular season | playoff | playoff | playoff | playoff | playoff | playoff     | playoff              |
|          | Vin            | Par            | Per            | Tot            | PF             | PS             | Vin     | Per     | Tot     | PF      | PS      | risultato   | avversaria           |
| -------- | -------------- | -------------- | -------------- | -------------- | -------------- | -------------- | ------- | ------- | ------- | ------- | ------- | ----------- | -------------------- |
| 2017     | 3              | 0              | 3              | 6              | 111            | 169            | 0       | 1       | 1       | 22      | 24      | Wild Card   | Warsaw Eagles        |
| 2020     | 3              | 0              | 2              | 5              | 140            | 162            | 0       | 1       | 1       | 20      | 41      | Semifinale  | Lowlanders Białystok |
| 2021     | 4              | 0              | 2              | 6              | 183            | 149            | 2       | 1       | 3       | 62      | 29      | Polish Bowl | Bydgoszcz Archers    |
| Totale   | 10             | 0              | 7              | 17             | 434            | 480            | 2       | 3       | 5       | 104     | 114     |             |                      |

Fonti: Enciclopedia del Football - A cura di Roberto Mezzetti

#### LFA1
Questi tornei - pur essendo del massimo livello della loro federazione - non sono considerati ufficiali in quanto organizzati da una federazione "rivale" rispetto a quella ufficialmente riconosciuta dagli organismi nazionali e internazionali.
| Stagione | regular season | regular season | regular season | regular season | regular season | regular season | playoff | playoff | playoff | playoff | playoff | playoff    | playoff              |
|          | Vin            | Par            | Per            | Tot            | PF             | PS             | Vin     | Per     | Tot     | PF      | PS      | risultato  | avversaria           |
| -------- | -------------- | -------------- | -------------- | -------------- | -------------- | -------------- | ------- | ------- | ------- | ------- | ------- | ---------- | -------------------- |
| 2018     | 2              | 0              | 6              | 8              | 176            | 258            | 1       | 1       | 2       | 23      | 38      | Semifinale | Panthers Wrocław     |
| 2019     | 6              | 0              | 2              | 8              | 276            | 130            | 1       | 1       | 2       | 53      | 76      | Semifinale | Lowlanders Białystok |
| Totale   | 8              | 0              | 8              | 16             | 452            | 388            | 2       | 2       | 4       | 76      | 114     |            |                      |

Fonti: Enciclopedia del Football - A cura di Roberto Mezzetti

#### PLFA II (secondo livello)/PLFA I
| Stagione | regular season | regular season | regular season | regular season | regular season | regular season | playoff | playoff | playoff | playoff | playoff | playoff    | playoff              |
|          | Vin            | Par            | Per            | Tot            | PF             | PS             | Vin     | Per     | Tot     | PF      | PS      | risultato  | avversaria           |
| -------- | -------------- | -------------- | -------------- | -------------- | -------------- | -------------- | ------- | ------- | ------- | ------- | ------- | ---------- | -------------------- |
| 2011     | 1              | 0              | 5              | 6              | 43             | 152            | -       | -       | -       | -       | -       | -          | -                    |
| 2013     | 3              | 0              | 3              | 6              | 105            | 73             | 0       | 1       | 1       | 14      | 21      | Semifinale | Lowlanders Białystok |
| 2014     | 5              | 0              | 3              | 8              | 156            | 146            | 0       | 1       | 1       | 6       | 49      | Semifinale | Lowlanders Białystok |
| 2015     | 6              | 0              | 2              | 8              | 204            | 103            | 0       | 1       | 1       | 16      | 27      | Semifinale | Seahawks Sopot       |
| 2016     | 8              | 0              | 0              | 8              | 457            | 100            | 2       | 0       | 2       | 142     | 55      | Campioni   | Wrocław Outlaws      |
| Totale   | 23             | 0              | 13             | 36             | 965            | 559            | 2       | 3       | 5       | 178     | 152     |            |                      |

Fonti: Enciclopedia del Football - A cura di Roberto Mezzetti

#### PLFA II (terzo livello)
| Stagione | regular season | regular season | regular season | regular season | regular season | regular season | playoff | playoff | playoff | playoff | playoff | playoff   | playoff       |
|          | Vin            | Par            | Per            | Tot            | PF             | PS             | Vin     | Per     | Tot     | PF      | PS      | risultato | avversaria    |
| -------- | -------------- | -------------- | -------------- | -------------- | -------------- | -------------- | ------- | ------- | ------- | ------- | ------- | --------- | ------------- |
| 2012     | 4              | 0              | 2              | 6              | 203            | 80             | 2       | 0       | 2       | 99      | 14      | Campioni  | Tytani Lublin |
| Totale   | 4              | 0              | 2              | 6              | 203            | 80             | 2       | 0       | 2       | 99      | 14      |           |               |

Fonti: Enciclopedia del Football - A cura di Roberto Mezzetti

#### LFA9
Questi tornei non sono considerati ufficiali in quanto organizzati da una federazione "rivale" rispetto a quella ufficialmente riconosciuta dagli organismi nazionali e internazionali.
| Stagione | regular season | regular season | regular season | regular season | regular season | regular season | playoff | playoff | playoff | playoff | playoff | playoff   | playoff    |
|          | Vin            | Par            | Per            | Tot            | PF             | PS             | Vin     | Per     | Tot     | PF      | PS      | risultato | avversaria |
| -------- | -------------- | -------------- | -------------- | -------------- | -------------- | -------------- | ------- | ------- | ------- | ------- | ------- | --------- | ---------- |
| 2018     | 3              | 0              | 1              | 4              | 128            | 89             | -       | -       | -       | -       | -       | -         | -          |
| 2019     | 2              | 0              | 2              | 4              | 100            | 85             | -       | -       | -       | -       | -       | -         | -          |
| Totale   | 5              | 0              | 3              | 8              | 228            | 174            | -       | -       | -       | -       | -       |           |            |

Fonti: Enciclopedia del Football - A cura di Roberto Mezzetti

### Riepilogo fasi finali disputate
| Anno            | Luogo     | Evento  | Fase del torneo | Incontro                             | Risultato |
| 4 luglio 2015   | Danzica   | PLFA I  | Semifinale      | Seahawks Sopot - Tychy Falcons       | 27 - 16   |
| 23 luglio 2016  | Tychy     | PLFA I  | Finale          | Tychy Falcons - Wrocław Outlaws      | 54 - 21   |
| 28 maggio 2017  | Varsavia  | Topliga | Wild Card       | Warsaw Eagles - Tychy Falcons        | 24 - 22   |
| 14 luglio 2018  | Breslavia | LFA1    | Semifinale      | Panthers Wrocław - Tychy Falcons     | 28 - 7    |
| 15 giugno 2019  | Białystok | LFA1    | Semifinale      | Lowlanders Białystok - Tychy Falcons | 49 - 19   |
| 31 ottobre 2020 | Białystok | LFA1    | Semifinale      | Lowlanders Białystok - Tychy Falcons | 41 - 20   |
| 17 luglio 2021  | Ząbki     | PFL1    | Finale          | Bydgoszcz Archers - Tychy Falcons    | 27 - 7    |

## Palmarès
- 1 PLFA I (2016)
- 1 PLFA II (2012)